# Paraphenice mawae
Paraphenice mawae är en insektsart som beskrevs av Wilson 1987. Paraphenice mawae ingår i släktet Paraphenice och familjen Derbidae. Inga underarter finns listade i Catalogue of Life.